# Llista de la Justícia Social i la Llibertat
La Llista de la Justícia Social i la Llibertat fou una coalició electoral que es va presentar a les eleccions regionals del Kurdistan del 25 de juliol de 2009. Formaven la coalició cinc partits d'esquerra: el Partit dels Obrers del Kurdistan, el Partit Comunista del Kurdistan, el Partit del Treball del Kurdistan Independent, el Partit Pro-democràtic del Kurdistan i el Moviment Democràtic del Poble del Kurdistan. La llista exigia un Kurdistan laic, la igualtat de drets entre homes i dones, resoldre el problema de l'habitatge i prioritat als drets dels agricultors.
El Partit Comunista encara com a secció kurda del Partit Comunista Iraquià, va concórrer a les eleccions del 1992 en solitari i va obtenir 21.123 vots (2,2%) però cap escó. A les eleccions regionals del 30 de gener del 2005 i constituents iraquianes del mateix dia va anar amb l'Aliança Democràtica i Patriòtica del Kurdistan amb la qual també va anar a les parlamentàries iraquianes de desembre de 2005. El 2009 a les regionals, la coalició va obtenir (25 de juliol) 15.028 vots (0,82%) i un escó. Tots els partits de la coalició van donar suport a l'Aliança del Kurdistan en les eleccions iraquianes del març del 2010.
El Partit dels Obrers del Kurdistan va anar amb la Unió Patriòtica del Kurdistan a les eleccions del 1992; va anar després en solitari a les regionals del gener del 2005 i va obtenir 20.585 vots i un escó (a les dues eleccions iraquianes del 2005 va anar amb l'Aliança Democràtica i Patriòtica del Kurdistan). El Moviment Democràtic del Poble del Kurdistan no va participar en les eleccions regionals de 1992 i en les dues eleccions iraquianes del 2005 en la llista de l'Aliança Democràtica i Patriòtica del Kurdistan, però a les regionals del Kurdistan el gener del 2005 va anar separadament i va obtenir 10.953 vots (0,62%) però cap escó. Els altres dos partits no existien encara el 2005.